# صاروخ جو-أرض

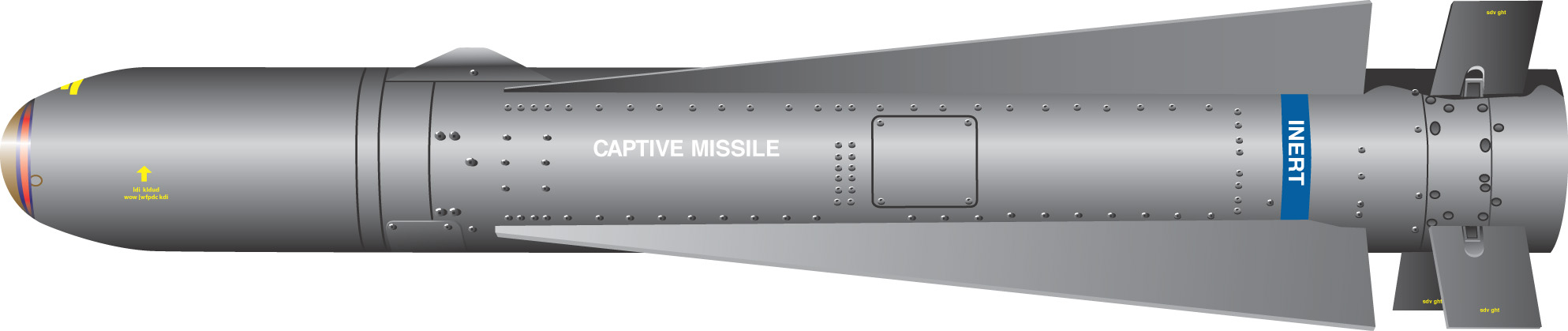
صاروخ جو أرض مضاد للمدرعات

صاروخ جو-أرض هو صاروخ موجه يُطلق من منصات تحلق في الجو كطائرات الحربية أو المروحيات لضرب أهداف أرضية كالمباني أو العربات.
تختلف أصناف هذا النوع من الصواريخ باختلاف خصائصها كحجمها ومدها.

## أمثلة
صاروخ مارتليت.